# Qafë-Molla-Stausee
Der Qafë-Molla-Stausee (albanisch Liqeni i Qafë Mollës) ist ein Stausee zur Energiegewinnung in Nordalbanien. Er ist Teil einer Kaskade von Wasserkraftwerken am Fan in der Mirdita, die in den 2010er Jahren erbaut wurde.

## Lage
Das Südende des Stausees mit dem Damm von Ura e Fanit (albanisch Diga „Ura e Fanit“) liegt drei Kilometer (Luftlinie) nördlich von Rrëshen, dem Hauptort der Mirdita. Zwischen Rrëshen und dem See verläuft die Autobahn A2, welche die albanische Küste mit Kukës und Kosovo verbindet, und wo sich der Zusammenfluss von Fan i Madh und Fan i Vogël befindet. Die Staumauer befindet sich zweieinhalb Kilometer nördlich davon.
Der Qafë-Molla-See schlängelt sich auf einer Länge von rund zwölf Kilometer im schmalen Tal des Fan i Madh. Das enge Tal liegt abgelegen und im nordalbanischen Bergland und beherbergte keine größere Ansiedlung.
In den Bergen auf der Nordseite des Sees liegen die kleinen Dörfer Bukëmira, Simon, Shpërdheza, Kaçinar, Arrëz und Kuzhnen. Die Straße nach Bukëmira musste neu angelegt werden, führt jetzt über den Damm und in einem Bogen durch die Hügel am Westufer des Sees.
Auf dem Gebirgskamm zwischen den Tälern von Fan i Madh und Fan i Vogël verläuft die Rruga shtetërore SH30, die Nationalstraße, die Rrëshen mit Fushë-Arrëz verbindet.
Seitenarme des Sees erstrecken sich auf der Nordseite rund zwei Kilometer tief in das Tal des Shpërdheza-Bachs und rund vier Kilometer tief in das Tal des Dibër-Bachs.

## Stromerzeugung
Die Kraftwerke am Fan werden von der türkischen Firma Ayen-AS betrieben, die auch den Bau verantwortete. Mit den Bauarbeiten wurde 2012 begonnen.
Das Wasser vom Stausee wird durch einen 9.500 Meter langen Druckstollen zum Kraftwerk in Fang, drei Kilometer südlich von Rubik, geführt. Das Wasser wird somit erst 16 Kilometer unterhalb der Staumauer wieder ins Flussbett geleitet. Die Druckleitung tritt auf 125 Metern Länge zu Tage und quert dabei sogar das Flussbett und die Autobahn A2. Die Höhendifferenz zwischen Wassereinlass und Turbinenhaus beträgt rund 90 Meter. Die Leistung beträgt 74,6 MW.

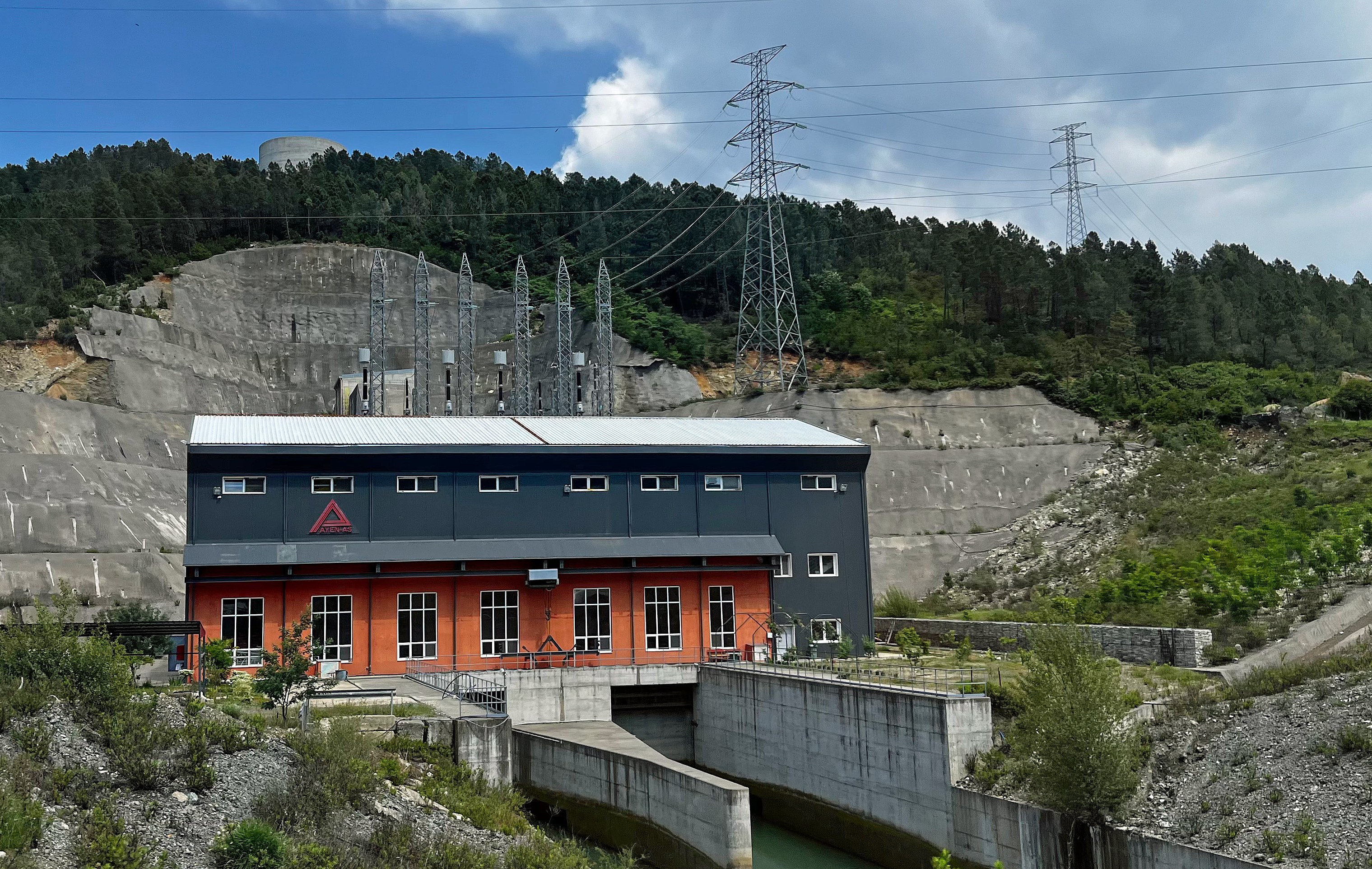
Wasserkraftwerk Fang

Der See ist der achtgrößte Stausee Albaniens. Bezüglich Leistung ist das Kraftwerk von Fang das fünftgrößte in Albanien. Weiter oben am Fan befinden sich drei kleinere Wasserkraftwerke – letzterem wird auch Wasser vom Fan i Vogël mittels Druckleitung zugeführt. Zusammen haben die Kraftwerke eine Leistung von 109,71 MW. Die Investitionssumme beträgt 275 Millionen Euro.

## Proteste
Zu ersten Protesten war es gekommen, weil Bewohner der Region mit den Entschädigungszahlungen im Rahmen der Enteignung unzufrieden waren.
Am 31. Dezember 2017 hatten sich gegen 100 Personen auf dem Damm zu einem Protest versammelt. Ein Teil demolierte die türkische Fahne, die meterhoch auf der Außenseite des Damms nebst einer albanischen Fahne und dem Logo der türkischen Betreiberfirma angebracht war. Der veränderte Wasserabfluss, das türkische Investment und insbesondere das türkische Symbol in einer erzkatholischen Religion, die über 500 Jahre die osmanische Herrschaft nur schwer duldete, haben Zorn ausgelöst. Die Polizei hielt zahlreiche Protestierende fest, Strafverfahren wegen Teilnahme an einer unbewilligten Demonstration und Widerstand gegen die Staatsgewalt wurden eingeleitet. Zumindest eine Person wurde – in Abwesenheit – wegen des Aufruhrs zu einer zweijährigen Gefängnisstrafe verurteilt.